# 世なおし奉行
世なおし奉行（よなおしぶぎょう）はNETテレビ（現：テレビ朝日）の木曜22時枠時代劇として1972年4月6日から9月28日まで放送されたテレビドラマである。全26回。

## あらすじ
江戸時代、関八州（関東）の大名直轄領は極めて少なく、江戸幕府直轄の天領、旗本直轄領が複雑に入り乱れていた。そのため、一度事件が発生するとその解決には困難を極めた。例えば、天領で殺人事件が発生した場合、その下手人が天領の外に逃亡した場合、その下手人をさらに追跡することは不可能である。そのため、幕府はこれらを解決するべく、関八州取締出役を設置し、その総元締に勘定奉行を就任させた。勘定奉行には幕府財政を担当する勝手方と天領、旗本直轄領の司法、行政を担当する公事方に分かれていた。特に公事方は道中奉行も兼務していた。これは関八州取締出役とその総元締公事方勘定奉行の旅先での活躍を描いた物語である。

## 登場人物
- 跡部能登守…長崎奉行から公事方勘定奉行に就任するも、勘定奉行所には僅か1日しか出所していない。
- 早瀬主水…旗本小普請組。跡部能登守直々に関八州取締出役に任じられる。旅先では浪人の格好をしている。
- 仲沢要介…旗本小普請組。早瀬同様、跡部能登守直々に関八州取締出役に任じられる。旅先では髷を後ろに束ねている。
- ちょぼいちの辰…跡部能登守の配下。仕事は事件に関する情報収集である。早瀬を慕っており、早瀬のことを「早瀬の旦那」と呼んでいる。嘗てはスリをしていたが、現在は足を洗っている。
- お染…軽業一座で孤児だったお染を引き取り、跡部能登守が親代わりとして育てた。仕事は辰と同じ情報収集である。
- おくに…跡部能登守の妻である。
- 井上三太夫…跡部家に仕える用人である。
- 堀田備中守…江戸幕府老中。跡部能登守に関八州で発生した事件の解決を依頼している。
- 土井大炊頭…江戸幕府老中。跡部能登守を勘定奉行に推挙した人物である。

## 配役
- 跡部能登守…片岡千恵蔵
- 早瀬主水…田村正和
- 仲沢要介…石山律（現：石山輝夫）
- お染…赤座美代子
- ちょぼいちの辰…砂塚秀夫
- おくに…小山明子
- 井上三太夫…木田三千雄（第1話・第3話・第4話・第7話・第8話・第11話・第13話・第16話・第18話・第20話）
- 堀田備中守…河村弘二（第2話・第6話）
- 土井大炊頭…3代目中村翫右衛門（第1話のみ）
- 太田備中守…増田順司（第19話・第21話）
- 大草安房守…西山辰夫（第21話・第26話）
- 山川弾介…左右田一平（第7話・第9話・第23話）

## ナレーター
- 泉田行夫

## スタッフ
- 脚本：サブタイトル参照
- 監督：サブタイトル参照
- 音楽：山下毅雄
- プロデューサー：上月信二
- 制作：NETテレビ、東映

## サブタイトル
| 話数   | サブタイトル           | 放送年月日     | 脚本       | 監督     | ゲスト |
| ------ | ---------------------- | -------------- | ---------- | -------- | --- |
| 第1話  | 命知らずのサムライたち | 1972年 4月6日  | 鈴木兵吾   | 井沢雅彦 | 地蔵の又七郎 （浅田又七郎）：池部良、弥太七：川合伸旺、 大戸弥八郎：吉田義夫、山野辺：丹羽又三郎、大木晤郎、 堀正夫、西田良、森章二、 南部彰三、おれん：磯村みどり、乃木年雄、 内藤康夫、宇崎尚韶、三宅裕子                                  |
| 第2話  | 悲願満徳寺             | 1972年 4月13日 | 宮川一郎   | 井沢雅彦 | 房姫：東三千、佐山大膳：織本順吉、大崎軍十郎：宮口二朗、 阿部兵部：西山嘉孝、代貸し：藤尾純、楠年明、 板倉勝明：水木達夫、松平右京亮：中村錦司、柏木六平太：鈴木金哉、 東竜子、山本一郎、白鳥大介：伊吹吾郎、                                |
| 第3話  | 狼どもの夜             | 1972年 4月20日 | 鈴木兵吾   | 松尾正武 | 山脇豊後守：田崎潤、志木田竜介：田口計、和助：富田仲次郎、 山内一平：島田景次郎、彦十：里木佐甫良、時次郎：最上竜二郎、 平沢彰、大城泰、疋田泰盛、 畑中怜一、旅籠の主人：野村鬼笑、美濃：松木路子、 おりょう：梶三和子、榎本弥兵ヱ：島田正吾 |
| 第4話  | 関八州罷り通る         | 1972年 4月27日 | 松村正温   | 佐々木康 | 桶川人鬼：天津敏、政五郎：山岡徹也、お徳：利根はる恵、 丘路千、旅籠の主人：北見唯一、市川裕二、 矢奈木那二郎、那須伸太郎、小峰一男、 木谷那臣、橋本房枝、岡嶋艶子、 おはる：西恵子、おかね：山田桂子、相馬金八郎：長谷川明男                 |
| 第5話  | 人別帳秘話             | 1972年 5月4日  | 飛鳥ひろし | 荒井岱志 | 武藤英司、卯之助：住吉正博、守田学哉、 飯田覚三、おいち：葉山葉子、石浜祐次郎、 ：中村錦司、小柳圭子、玉生司郎、 滝譲二、高木二郎、北見治一                                                                                                  |
| 第6話  | 二つの脅迫状           | 1972年 5月11日 | 大和久守正 | 井沢雅彦 | 志津：榊ひろみ、玉川伊佐雄、大丸二郎、 浅野進治郎、早川研吉、井関孫兵ヱ：永井智雄、 浜伸二、五十嵐義弘、玄斉： |
| 第7話  | 浪人を追え             | 1972年 5月18日 | 結束信二   | 佐々木康 | 山崎敬介：柴田侊彦、有馬備中守：佐々木孝丸、与兵衛：中村是好、 島田：五藤雅博、貝原：玉生司郎、田中弘史、 稲村修理亮：外山高士、浅田勘次郎：五味竜太郎、お咲：武原英子                                                                       |
| 第8話  | 馬鹿の置きみやげ       | 1972年 5月25日 | 松村正温   | 松尾正武 | 常造：高木均、岩松：曽根晴美、横井甚左ヱ門：幸田宗丸 、助松：谷口完、利吉：上林詢、源右ヱ門：永野達雄、 北原将光、石沢健、森章二、 志賀勝、田中千華、おゆき：水原麻記、おとよ：金井由美、 清吉：河原崎健三                                   |
| 第9話  | 一網打尽               | 1972年 6月1日  | 結束信二   | 井沢雅彦 | おえい：菊容子、小金井瀬左ヱ門：織本順吉 瀬川十郎左ヱ門：小山源喜、猪之吉：佐藤京一、文蔵：福山象三、 松木屋：山村弘三、香月凉二、溝田繁、 小峰一男、和田昌也、巳之助：工藤堅太郎                                                            |
| 第10話 | 夕日の宿場             | 1972年 6月8日  | 松村正温   | 井沢雅彦 | お町：真屋順子、追分の仁兵：上田忠好、番太：明石潮、 雨市：阿波地大輔、根吉：須永克彦、小仏の繁蔵：小林勝彦 、小峰一男、志摩靖彦、政五郎：睦五郎                                                                                             |
| 第11話 | 空に消えた五千両       | 1972年 6月15日 | 高岩肇     | 松尾正武 | お鶴：加賀ちか子、木村元、島田多江、 五味竜太郎、遠山金次郎、峰蘭太郎、 片桐竜二、園田兵部：吉田輝雄 |
| 第12話 | 八州代官殺し           | 1972年 6月22日 | 比佐芳武   | 松尾正武 | 大蔵屋藤次郎：浜田寅彦、国定忠治：成瀬昌彦、小森：神戸瓢介、 中山誠一郎：浜田雄史、赤沢新五郎：波田久夫、 山本一郎、川浪公次郎、福本清三、 太田の安五郎：横森久、三っ木の文蔵：森幹太、お町：長谷川待子                                      |
| 第13話 | 海鳴り                 | 1972年 6月29日 | 鈴木兵吾   | 井沢雅彦 | 和崎俊哉、テレサ野田、鮎川浩、 寄山弘、佐々木松之丞、河津清三郎 |
| 第14話 | 黄金夜叉               | 1972年 7月6日  | 結束信二   | 井沢雅彦 | 茜屋銀次郎：安部徹、捨五郎：上野山功一、庄屋九郎兵ヱ：天草四郎、 猪又：国一太郎、紋三郎：松田明、孫市：柳川清、 日高久、波多野博、大月正太郎、 藤川弘、伊玖野瑛子、京町一代、おまつ：吉川雅恵 、 おせつ：珠めぐみ                            |
| 第15話 | 赤い谷の恐怖           | 1972年 7月13日 | 飛鳥ひろし | 松尾正武 | 新吉：地井武男、お光：小野恵子、寅造：阿波地大輔、 梶村：酒井哲、重平：山本弘、五平：小山田良樹、 与平：広瀬義宣、役人：森源太郎、三国の大五郎：高品格、 望月左源太：沼田曜一、戸倉弾正：戸浦六宏                                            |
| 第16話 | 空っ風非情             | 1972年 7月20日 | 松村正温   | 井沢雅彦 | 見明凡太郎、梅津栄、戸上城太郎、 千葉敏郎、高並功、国田栄弥、 原健策、赤松志乃武、沢村忠雄 |
| 第17話 | 大利根の夜明け         | 1972年 7月27日 | 押川國秋   | 佐々木康 | おしの：川島育恵、伊助：古谷一行、玉島屋：舟橋元、 岩次郎：勝部演之、久八：稲吉靖、茂助：三上左京、 房吉：市村昌冶、安松：北真知史朗、代官 片貝：谷村昌彦、 徳兵ヱ：富田仲次郎                                                               |
| 第18話 | 共謀                   | 1972年 8月3日  | 結束信二   | 佐々木康 | おみよ：鮎川いずみ、茂平：清水一郎、人足：小田部通麿、 香月京子、浪花五郎、秋田要介：和田一壮、 才次郎：松山照夫、安斉源八：岸田森 |
| 第19話 | 黒い街道               | 1972年 8月10日 | 高橋稔     | 荒井岱志 | 源次：森次晃嗣、お加代：藤田弓子、江見俊太郎、 北原義郎、茂兵ヱ：海老江寛、芦田鉄雄、 出水憲司、村田：下元年世、浪花五郎、 乾：草野大悟 |
| 第20話 | 当年一才一カ月         | 1972年 8月17日 | 結束信二   | 井沢雅彦 | 常五郎：遠藤太津朗、唐木田陣蔵：藤岡重慶、寅吉：小林勝彦、 土井：穂高稔、仙吉：土屋靖雄、沼田：楠本健一、 大垣：田畑孝、利助：美川陽一郎、おたえ：北林早苗                                                                                   |
| 第21話 | 黄金の罠               | 1972年 8月24日 | 宮川一郎   | 佐々木康 | 後藤光友：岩田直二、相楽源之進：原田清人、飯沼五郎次：黒部進、 おひで：高須賀夫至子、伝法三千雄、出水憲司、 浜伸二、岡部忠輝：御木本伸介 |
| 第22話 | 油地獄の娘             | 1972年 8月31日 | 松村正温   | 荒井岱志 | 小畠絹子、桜むつ子、山岸映子、 名和宏、草薙幸二郎、瀬良明、 春日俊二、永田光男、藤沢宏、 下元年世 |
| 第23話 | 怒りの天               | 1972年 9月7日  | 結束信二   | 佐々木康 | 米倉右京太夫：田島義文、村上備中守：外山高士、孫市：江波多寛児、 大槻源兵ヱ：森山周一郎、おすま：高毬子、与力：髙田次郎、 伝次：小田部通麿、和田昌也、加藤精四郎：山根久幸、 志津：栗屋芳美                                                  |
| 第24話 | 幽霊小判               | 1972年 9月14日 | 大和久守正 | 松尾正武 | 山本耕一、松木聖、原健策、 松田明、新屋英子、千葉保、 遠山二郎、土方弘、入川保則 |
| 第25話 | 悪のからくり           | 1972年 9月21日 | 野波静雄   | 井沢雄彦 | 鷲尾真知子、佐吉：里木左甫良、久富惟晴、 石浜祐二郎、入江慎也、乃木年雄、 山岡徹也、葉山良二 |
| 第26話 | 無法の町               | 1972年 9月28日 | 宮川一郎   | 佐々木康 | 北林早苗、森健二、丑之助：野口元夫、 坂田：幸田宗丸、西川敬三郎、星美智子、山村弘三、 千葉敏郎、宇之：浜田雄史、月形哲之介、 出水憲司、滝譲二、北見唯一                                                                                      |

## ネット配信
- 東映時代劇YouTube：2024年3月1日 - 
  - 第1話・第2話を常時無料配信。

| NET系 木曜22:55 - 22:56枠             | NET系 木曜22:55 - 22:56枠 | NET系 木曜22:55 - 22:56枠 |
| 前番組                                | 番組名                    | 次番組                    |
| ------------------------------------- | ------------------------- | ------------------------- |
| 新・鬼平犯科帳 （八代目松本幸四郎版） | 世なおし奉行              | 地獄の辰捕物控            |

| スタブアイコン | サブスタブ | この項目は、まだ閲覧者の調べものの参照としては役立たない、テレビ番組に関連した書きかけの項目です。この項目を加筆・訂正などしてくださる協力者を求めています（P:テレビ/PJ:放送または配信の番組）。 |